# Romolhatatlan szentek listája
Joan Caroll Cruz, a sarutlan karmeliták világi rendjének nővére, 1977-ben megjelent The Incorruptibles: A Study of the Incorruption of the Bodies of Various Catholic Saints and Beati című könyve, amely 102 olyan esetet mutat be, amelyet a katolikus egyház szentté avató kongregációja megerősített.
A könyvben Cruz nővér azoknak a kiválasztott szentek és boldoggá avatottaknak a rövid életrajzát is bemutatja, akik holtteste – a természet törvényeinek ellenállva – haláluk után még hosszú évtizedeken, illetve évszázadokon át nem bomlott el.

## A romolhatatlanok

### Boldogok
- Orozco Boldog Alajos
- Franchi Boldog András
- Borgo San Sepolcro Boldog Angelo
- Taigi Boldog Anna Mária
- Bonfadini Boldog Antal
- Stroncone-i Boldog Antal
- Girlani Boldog Arcangela
- Scammacca Boldog Bernárt
- Garrigua Boldog Bertrand
- Boldog Dominic Barberi
- Paduai Boldog Eustochia
- Boldog Jacinta Marto
- Blanconibus Boldog Jakab (Bavagna Boldog Jakab)
- Chiaramonte Boldog János (Caramola Boldog János)
- Narni Boldog Luca
- Lorraine-i Boldog Margit
- Metola Boldog Margit (Citta-di-castellói Boldog Margit)
- Savoyai Boldog Margit
- Pallotta Boldog Mária Assunta
- Bagnesi Boldog Mária
- Matelica Boldog Mattia Nazzarei
- Mantuai Boldog Osanna
- Frassinetti Boldog Paula (1984-ben szentté avatták)
- Gubbiói Boldog Péter
- Biscossi Boldog Szibülla

### Szentek
- Szicília Szent Agáta
- Montepulcianói Szent Ágnes
- Nagy Szent Albert
- Canterburyi Szent Alphege
- Bobola Szent András
- Merici Szent Angéla
- Zaccaria Szent Antal Mária
- Szent Antóninusz
- Mór Szent Benedek
- Avignoni Szent Bénezet
- Soubirous Szent Bernadett
- Sienai Szent Bernardin
- Szent Charbel Makhlouf
- Lellisi Szent Kamill
- Labouré Szent Katalin
- Bolognai Szent Katalin
- Genovai Szent Katalin
- Ricci Szent Katalin
- Sziénai Szent Katalin
- Borromei Szent Károly
- Szent Cecília
- Montefalcói Szent Klára
- Szent Koloman
- Szent Cuthbert
- Szent Didakus (San Diego de Alcala)
- Rich Szent Ödön
- Hitvalló Szent Eduárd
- Szent Etheldreda vagy Szent Edeltraud
- Szent Eustochia Calafato
- Római Szent Franciska
- Szalézi Szent Ferenc
- Xavéri Szent Ferenc
- Cabrini Szent Franciska
- Szent Germana Cousin
- Szent Guthlac
- Piegaroi Szent Herculanus
- Avaloni Szent Hugó
- Szent Idesbald
- Szent Izidor a földműves
- Chantal Szent Johanna Franciska
- Vianney Szent János
- Lestonnac Szent Johanna
- Istenes Szent János
- Keresztes Szent János
- Southworth Szent János
- Szent Jozafát
- Billiart Szent Júlia
- Bertrán Szent János Lajos
- Marillac Szent Lujza
- Filippini Szent Lucia
- Barat Szent Magdolna-Zsófia
- Cortonai Szent Margit
- Goretti Szent Mária
- Porres Szent Márton
- Pazzi Szent Mária Magdolna
- Tolentinói Szent Miklós
- San Severinoi Szent Pacifico
- Baylon Szent Pascal
- Peregrine Szent Laziosi
- Néri Szent Fülöp
- Eymard Szent Péter Julián
- Pietrelcinai Szent Pio
- Casciai Szent Rita
- Szent Romuald
- Limai Szent Róza
- Viterbói Szent Róza
- Duchesne Szent Filippine
- Szent Sperandia
- Kostka Szent Stanislaus
- Ávilai Szent Teréz
- Szent Teréz Margit (Anna Maria Redi)
- Gubbiói Szent Ubald
- Giuliani Szent Veronika
- Páli Szent Vince
- Pallotti Szent Vince
- Szent Valter
- Szent Werburgh
- Szent Withburga
- Szent Wunibald
- Szent Zita

### Tiszteletreméltó
- Tiszteletreméltó Cristo Katalin
- Tiszteletreméltó János Jézus Mária
- Tiszteletreméltó Vela Mária
- Tiszteletreméltó Agredai Mária